# NRG (Duck Sauce-dal)
Az NRG című dal a Duck Sauce amerikai-kanadai dj-páros 6. kimásolt kislemeze a Quack című albumról. A dalt 1985-ben Melissa Manchester vitte sikerre, így a Duck Sauce-féle változat is erre az alapokra épül.

## Megjelenések
12" Limited Edition Blue  US Fool's Gold Records – FGRLP010-GOO
- A1	NRG (Club Mix) 4:05
- A2	NRG (Radio Edit) 3:15
- B1	NRG (Skrillex, Kill The Noise, Milo & Otis Remix) 4:13 Remix – Kill The Noise, Milo & Otis, Skrillex
- B2	NRG (Hudson Mohawke Remix) 3:58 Remix – Hudson Mohawke

## Videóklip
A dalhoz készült videóklipben egy "mindenre jó gélt" NRG néven forgalmaznak, melyet egy TV reklám keretén belül próbálnak értékesíteni. Jon Daly komikus által bemutatott reklámban a gél különböző problémákra ad megoldást, mely főzőszappannak, fejfájásra, görcsökre, és különböző egészségügyi problémákra jó. Azoknál az embereknél akik fogyasztják bizarr mellékhatást eredményez. A videóklip utolsó részében a dalban a Duck Sauce tagjait mutatják. A dal a Forza Horizon 2 játékban is hallható.

## Feldolgozások
- 1986-ban a Flans mexikói lánycsapat vitte sikerre a dalt, mely "Hoy Por Ti, Mañana Por Mi"[4] címmel jelent meg, és a 20 Millas című második stúdióalbumon található.
- A belga Melissa Kane feldolgozása 1992-ben jelent meg.

## Slágerlista
| Slágerlista (2014)                    | Legjobb helyezés |
| ------------------------------------- | ---------------- |
| Belgium (Ultratop 50 Flanders)        | 73               |
| Egyesült Királyság (UK Singles Chart) | 121              |